# Basses del Mas Vern
La zona humida basses del Mas Vern o prats de Masvern està formada per dues basses envoltades per conreus forestals i un petit rec que hi circula a prop.
La bassa més septentrional és artificial i de caràcter permanent, força fonda (més de 2 metres en alguns punts) i relativament gran, de 1060 m². Es va construir fa uns 8 anys sobre un prat inundable de càrex. Té una illa central, amb un herbassar amb abundants càrex (Carex vulpina, C. riparia), un cinyell helofític format sobretot per lliris grocs i bogues i un bosc de ribera ben constituït, dominat per salzes (salze blanc, salix cinerea), freixe de fulla petita (Fraxinus angustifolia) i alguns àlbers (Populus alba).
La bassa sud és artificial, engrandida a partir d'una petita bassa natural, i de caràcter temporal. Fa uns 416 m² i no supera els 1,25 m de fondària. Presenta també herbassars humits i un bosc de ribera amb freixes, oms i pollancres. Al voltant de les basses hi ha una tanca metàl·lica d'aproximadament 1,90 m d'alçada, impermeable per a la fauna. Al rec, d'una amplada de 2,5 m, hi ha aigua temporalment i presenta una vegetació similar a l'abans descrita per a les basses. Hi apareixen, a més, espècies com ranunculus sceleratus, cucut de rec (Lychnis flos-cuculi), buixol (Anemone nemorosa), orchys laxiflora, etc.
Entre la vegetació de la zona destaquen els herbassars humits amb càrex, la vegetació helofítica amb boga i lliri groc, i el bosc de ribera, amb abundants freixes, oms i gatells.
Pel que fa a la fauna, a més de la tortuga d'estany (Emys orbicularis), destaca la presència de diversos anurs (granota comuna, reineta, tòtil, granota pintada) i urodels (Tritó palmat, T. marmoratus, salamandra comuna). Malauradament hi ha també abundant cranc americà (procambarus clarkii) i s'hi fan observacions regulars de visó americà (mustela vison). Els boscos del sud-oest s'utilitzen per la tortuga d'estany com a zona de posta, fins a 170 m de distància dels punts d'aigua permanents.
En aquesta zona i els seus voltants s'estan realitzant moviments de terres per expandir els conreus (pollancredes). També s'han fet estassades de la vegetació del rec i moviments de terres, amb l'objectiu de dessecar el rec o destruir-ne la vegetació associada. Les basses estan molt amenaçades per l'expansió dels conreus.
En un dels recs on s'han realitzat treballs amb maquinària s'havia detectat el major nombre de neonats de tortuga d'estany de tota la població de la Selva. Les poblacions de tortuga d'estany es troben força aïllades i per les seves reduïdes dimensions corren risc de desaparició. Caldria aconseguir amb urgència que la propietat doni una nova orientació més conservacionista a la gestió d'aquest espai.